# Drużynowe Mistrzostwa Polski w Podnoszeniu Ciężarów Mężczyzn 1994
Drużynowe Mistrzostwa Polski w Podnoszeniu Ciężarów Mężczyzn 1994 były rozgrywane w ciągu 1994 roku.

## Klasyfikacja
| Msc. | Drużyna                     | Wynik   |
| 1.   | Budowlani Opole             | 7 950,2 |
| 2.   | Mazovia Ciechanów           | 7 772,7 |
| 3.   | Śląsk Wrocław               | 7 623,6 |
| 4.   | WLKS Siedlce                | 7 590,9 |
| 5.   | Zawisza Bydgoszcz           | 7 539,6 |
| 6.   | Śląsk Tarnowskie Góry       | 7 419,7 |
| 7.   | Legia Warszawa              | 7 334,4 |
| 8.   | LKS Terespol                | 7 135,8 |
| 9.   | Lechia Sędziszów Małopolski | 7 028,3 |
| 10.  | Wisła Puławy                | 6 913,4 |
| 11.  | Okęcie Warszawa             | 6 903,6 |
| 12.  | Światowid Myszków           | 6 849,0 |
| 13.  | Góral Browar Żywiec         | 6 813,5 |
| 14.  | Budowlani Nowy Tomyśl       | 6 802,2 |
| 15.  | Andaluzja Piekary Śląskie   | 6 752,8 |
| 16.  | Polbut Przemyśl             | –       |

Drużyna Polbutu Przemyśl została wycofana po III rundzie z powodów finansowych. Do sezonu I ligi 1995 awansował mistrz II ligi z 1994, zespół LKS Dobryszyce.